# Eurytoma danilovi
Eurytoma danilovi is een vliesvleugelig insect uit de familie Eurytomidae. De wetenschappelijke naam is voor het eerst geldig gepubliceerd in 1985 door Zerova.